# K.k. Östliche Staatsbahn

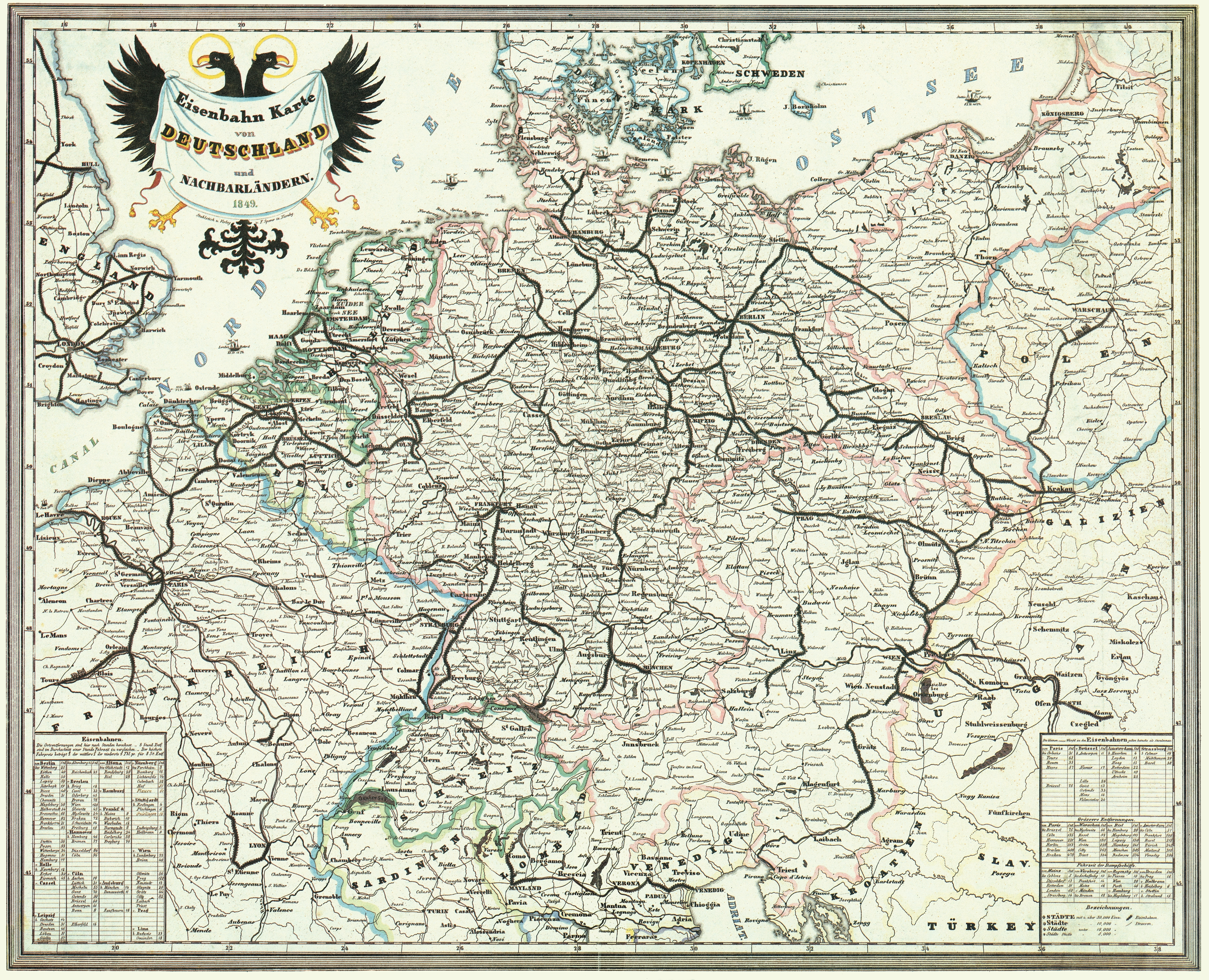
Bahnkarte von Deutschland und Nachbarländern 1849. Dünn eingetragene Strecken waren erst projektiert oder in Bau.

Die k.k. Östliche Staatsbahn (ÖStB) war diejenige Eisenbahngesellschaft des Kaisertums Österreich, die von 1850 bis 1858 mit der Verkehrserschließung des Kronlandes Galizien und Lodomerien betraut war. Der Ursprung der ÖStB liegt in der Krakau-Oberschlesischen Eisenbahn (poln. Kolej Krakowsko-Górnośląska), für deren Bau der Senat der Stadt Krakau am 1. März 1844 ein Privilegium erhielt.
Zum 30. Mai 1850 wurde die Krakau-Oberschlesische Eisenbahn vom Staat gekauft und firmierte nun als k.k. östliche Staatsbahn.
Den Betrieb führte bis 31. Dezember 1851 noch die Krakau-Oberschlesische Eisenbahn, ab 1. Jänner 1852 erst der Staat selbst.
Die am 1. März 1856 eröffnete Zweigstrecke von Trzebinia über Auschwitz (Oświęcim) nach Dzieditz (Dziedzice) stellte endlich eine rein österreichische Verbindung von Krakau zur Kaiser-Ferdinands-Nordbahn her.
Die Strecken westlich von Krakau gingen am 26. Juni 1858 an die KFNB. Die restlichen Strecken gingen am 7. April 1858 an die Galizische Carl Ludwig-Bahn (CLB). Damit war die ÖStB reprivatisiert worden.
Eröffnungsdaten der Strecken
- 13. Oktober 1847 – Krakau–Trzebinia–Myslowitz, Stammstrecke, vormals Krakau-Oberschlesische Bahn
- 01. März 1856 – Trzebinia–Auschwitz
- 20. Februar 1856 – Krakau–Bieżanów–Podłeże–Dembica
- 26. Jänner 1857 – Bieżanów–Wieliczka
- 15. November 1858 – Dembica–Rzeszów, nach der Teilung der ÖStB von der CLB fertiggestellt